# Eulaelaps stabularis
Eulaelaps stabularis är en spindeldjursart som först beskrevs av Koch 1836.  Eulaelaps stabularis ingår i släktet Eulaelaps och familjen Laelapidae. Inga underarter finns listade i Catalogue of Life.